# Parco nazionale Hamra
Il parco nazionale Hamra è un parco nazionale della Svezia, nella contea di Gävleborg nel comune di Ljusdal. È stato istituito nel 1909 e occupa una superficie di 28 ha.